# والکر بلومنتریت

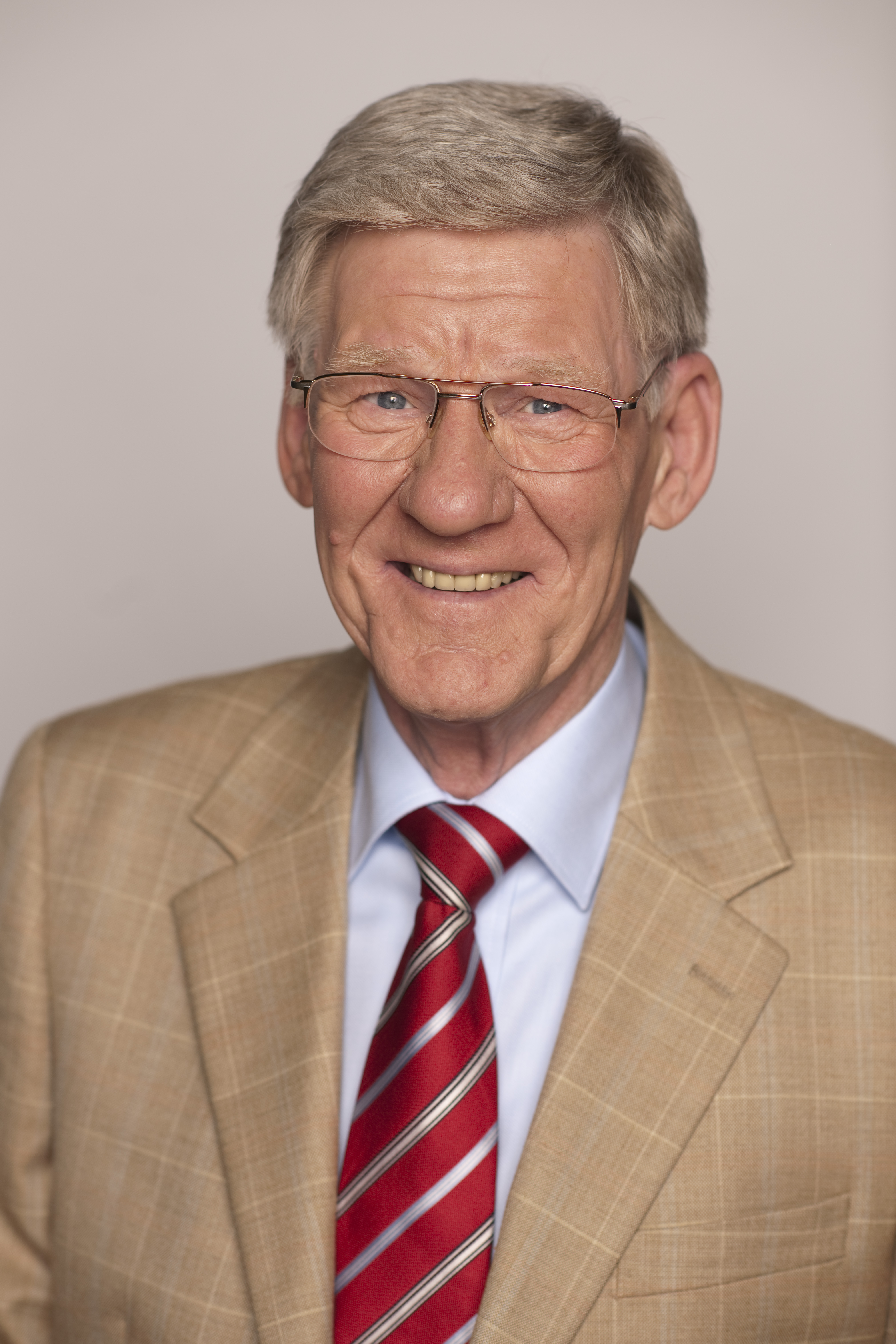
Volker Blumentritt (2013)

والکر بلومنتریت (انگلیسی: Volker Blumentritt) یک سیاست‌مدار اهل آلمان است. او از اعضای حزب سوسیال دموکرات آلمان(SPD) می‌باشد.